# Castell (culture catalane)
Pour les articles homonymes, voir Castell.
Un castell (« château » en catalan) est une manifestation culturelle traditionnelle des Pays catalans consistant à bâtir une tour humaine (parfois pyramide humaine) de six à dix étages de forme et organisation bien définies. Contrairement à d'autres tours humaines catalanes, elle est, en principe, statique (à l'exception du pilar caminant). Outre les castells, il existe d'autres manifestations culturelles catalanes basées sur les tours humaines, par exemple les falcons, la moixiganga. Au Pays valencien, on trouve également la muixeranga, qui partage vraisemblablement des origines communes.
Une colla castellera est un regroupement de personnes réalisant des tours humaines (les castellers, mot venu du catalan) et concourant aux concurs castellers. Chaque équipe est reconnaissable par la couleur de sa chemise.
Les castells de Catalogne sont inscrits par l'Espagne sur la liste représentative du patrimoine culturel immatériel de l'humanité.

## Histoire des castells

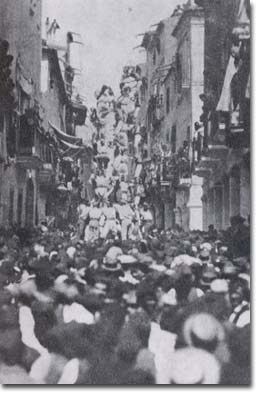
Deux castells de neuf étages à Vilafranca del Penedès en 1862

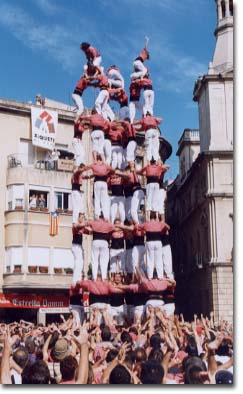
Premier castell « 9 de 8 ». Des nouveaux castells sont inventés au XXI

L'origine exacte des castells est méconnue. Ils proviendraient d'anciennes danses pratiquées dans le Pays valencien dénommées moixigangues, lesquelles étaient aussi exécutées dans le sud de la Catalogne au début du XVIIe siècle, où elles étaient connues sous le nom de Balls de Valencians. À la fin de chaque danse une petite tour humaine était réalisée. La volonté de réaliser des tours de plus en plus spectaculaires a entraîné un développement de la technique, avec des constructions de plus en plus hautes et complexes, jusqu'à ce que cette pratique devienne une activité en soi. En 1805, deux colles castelleres existaient à Valls : celle des paysans et celle des bourgeois. Aujourd'hui, ces deux manifestations se nomment : la colla vella (ancienne) et jove (jeune),,,.
Pendant la majeure partie du XIXe siècle, les colles réalisant des castells furent appelés « colles de Valencians ». Peu à peu, cette dénomination fut remplacée par le mot « Valencians », puis par les mots « castell » (château en catalan) et « casteller » (qui fait un « castell » ou château)[pas clair]. Vers le milieu du XIXe siècle, l'appellation de casteller est progressivement remplacée par « Xiquets de Valls » (jeunes hommes de Valls).
La période comprise entre le milieu du XIXe siècle et le début du XXe siècle est connue comme le premier âge d'or des castells. En effet, les « actuacions castelleres » (« représentations de castells »), comprenant de grandes pyramides, étaient pratiqués de façon extrêmement courante, particulièrement dans le sud de la Catalogne. Les villes comprises dans le triangle formé par Valls, Tarragone et Vilafranca del Penedès deviennent l'aire traditionnelle des castells,.
À l'aube du XXe siècle, la crise du phylloxéra touche fortement les vignes catalanes et la construction d'une ligne de chemin de fer entre Valls et Barcelone est suivie d'une importante émigration vers la capitale catalane. Dans le même temps, les sports populaires connaissent un important développement et concurrencent les castells. Les représentations de castells se font moins fréquentes à Tarragone et les « Xiquets de Valls » abandonnent peu à peu leur pratique. Cependant, entre 1926 et 1927, de nouvelles « colles castelleres » sont créées et les castells suscitent un certain regain de popularité.
À la différence d'autres symboles catalans, comme son drapeau, son hymne ou la sardane, les castells n'ont pas été interdits sous la dictature franquiste. Ils ont cependant perdu de leur attrait à cette époque. Après le retour de la démocratie, les castells redeviennent à la mode au milieu des années 1980, une période considérée comme le deuxième âge d'or des castells. Les colles castelleres se font plus nombreuses, les castells plus spectaculaires et les manifestations se multiplient en Catalogne.
À partir du milieu des années 1990, la pratique des castells se redéveloppe fortement. Des tours de dix étages sont réalisées et de nouvelles figures sont inventées (le « 9 de 8 » par exemple). Une soixantaine de colles sont créées, notamment dans d'autres régions d'Espagne (îles Baléares, nord de la Catalogne), voire d'autres pays comme le Canada, le Chili, le Brésil ou encore la Chine.
Les castells ont été inscrits au patrimoine culturel immatériel de l'humanité de l'UNESCO le 16 novembre 2010.

## Devise
Les castellers ont une devise : « Força, Equilibri, Valor i Seny », en français : « De la force, de l'équilibre, du courage et du bon sens ». Elle est dans le très célèbre poème Els Xiquets de Valls de Josep Anselm Clavé et publié en 1867.
Le mot catalan seny (bon sens, sagesse) n'est pas facile à traduire et certains le considèrent un symbole de la culture catalane. Il est parfois ajouté à la rauxa[réf. nécessaire], car les catalans aiment la polarité seny i rauxa, la sagesse et la folie, en une même personne, comparable au yin et yang chinois[non neutre]. Le seny catalan est basé sur un ensemble de valeurs et coutumes qui se sont passés par voie orale de génération en génération[réf. nécessaire]. Au début du XXe siècle, l'évêque de Vic a demandé au poète et dramaturge Josep Abril i Virgili (1869-1918) de réunir la philosophie catalane du seny dans un livre, le Bon Seny, il est composé de proverbes, d'aphorismes, de fables, et même de blagues, toutefois ce livre ne devait pas être contre les valeurs traditionnelles chrétiennes,.

## Costume

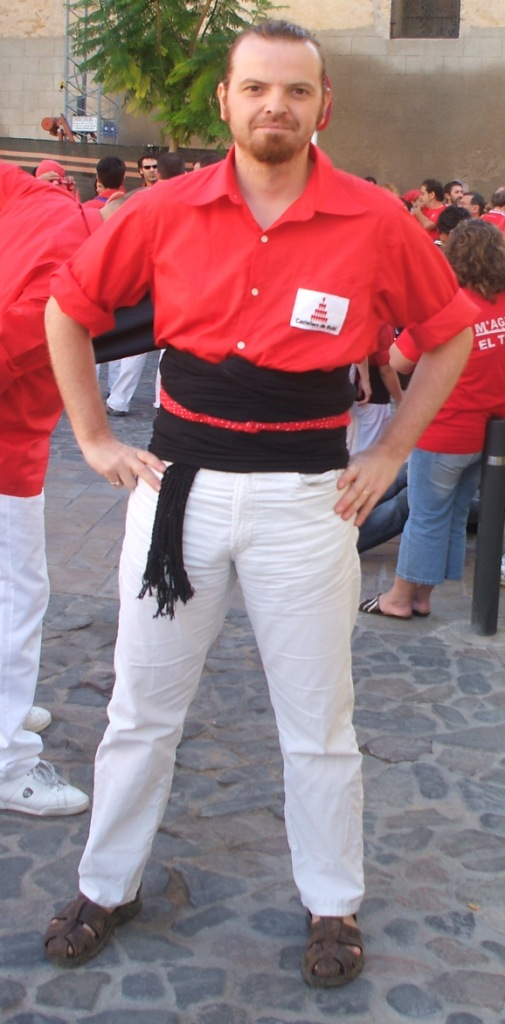
Costume de casteller : chemise à la couleur de la colla castellera, faixa en noir, pantalon blanc et mocador casteller (gros bandana, normalement rouge à pois blancs)

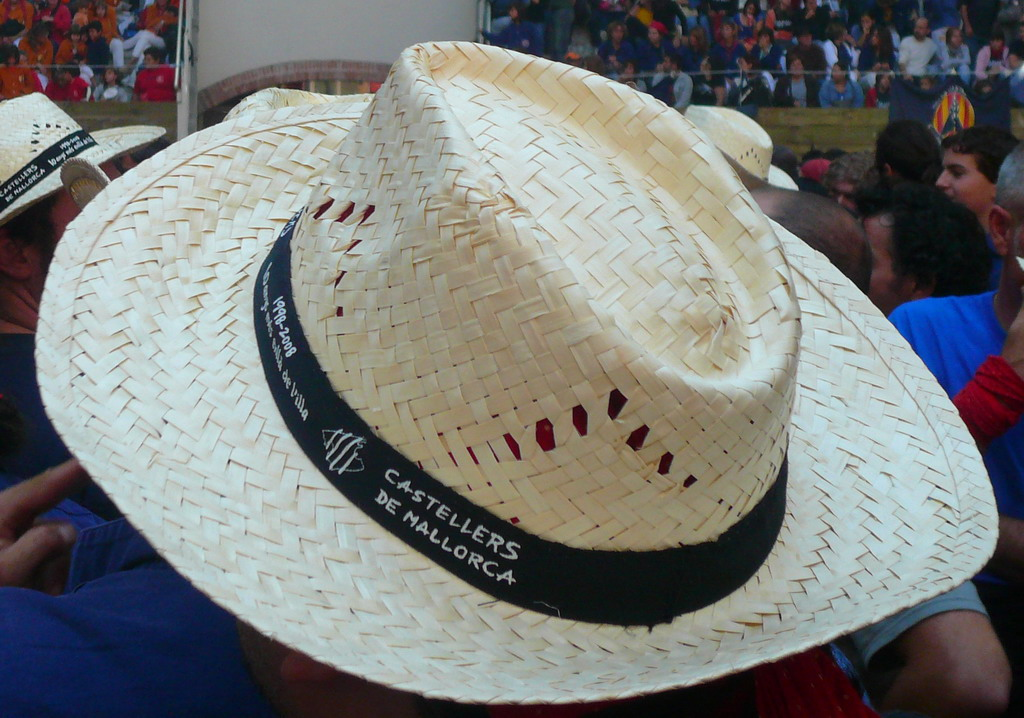
Chaque colla castellera peut ajouter d'autres compléments selon son imagination, par exemple ces chapeaux en paille de la colla de castellers de Majorque.

Les castellers portent un costume traditionnel qui se compose d'un pantalon blanc, une faixa (sorte de ceinture de flanelle communément portée par le passé dans les Pays catalans et en Occitanie) ainsi qu'un mocador casteller rouge à points blancs,.
Lors des représentations, c'est la couleur de la chemise qui indique à quelle colla appartient le castell. Lors des répétitions, les pantalons et les chemises peuvent être de n'importe quelle couleur. Seuls les castellers au sol ont des souliers, ceux qui montent sur les autres sont pieds nus.
Le castell et son costume sont inspirés de la danse du ball de Valencians. Le costume du ball de Valencians variait selon le village mais était normalement composé d'un pantalon et d'une chemise blanche ou de couleurs claires (comme la plupart des danses en Europe à l'époque, danse classique y compris[réf. nécessaire]), d'un faldellí (une sorte de minijupe portée sur le pantalon), de deux écharpes triangulaires croisées sur la poitrine appelées faixa, parfois d'un gilet (à Tarragone par exemple, mais pas à Reus), d'un mouchoir sur la tête ainsi que d'espadrilles aux pieds. Les danseurs portaient également des instruments de musique : des grelots attachés aux chevilles et des castagnettes aux mains,.
Les balls de Valencians devaient aboutir à construction humaine. Or, pour la faire aisément et monter les uns sur les autres certains vêtements pouvaient gêner, (les chaussures pour ceux qui montent par exemple, les grelots, les écharpes, le gilet ou le faldellí). Par conséquent, le costume des castellers a été dépouillé de tous ses éléments gênants, et n'ont été conservés que le pantalon blanc, la faixa et la chemise. Enfin, les castellers portent aussi le mocador casteller, un bandana rouge à pois blancs, à l'origine porté par les danseurs à la tête et aujourd'hui un symbole des castellers,.
Au XXIe siècle a été ajouté le casque pour les enfants qui montent dans les étages supérieurs.

### Pantalon
Les pantalons actuels sont toujours blancs et sont le plus souvent des jeans dans la mesure où ils sont confortables et résistants. Ils peuvent toutefois être également en coton. La couleur blanche des pantalons est issue de la tradition des danseurs de ball de Valencians. Lorsque les hommes, paysans et ouvriers, participaient aux répétitions, ils venaient directement de leur travail et avaient donc des pantalons résistants mais peu confortables. Ils enlevaient alors leurs pantalons et faisaient les mouvements en culotte, laquelle à l'époque était plus longue qu'aujourd'hui et toujours de couleur blanche,.
Le pantalon est au choix de chaque casteller, qui l'achète selon son gout personnel. Il doit être blanc et assez résistant pour ne pas se casser quand les autres montent sur lui, car les castellers se saisissent par les pantalons lorsqu'ils montent ou descendent. Il est souhaitable que la taille soit bien serrée et pas trop basse, pour éviter que les pantalons glissent, entraînant de possibles chutes. Parfois on porte sous la faixa un mocador casteller, genre de ceinture.

### Faixa

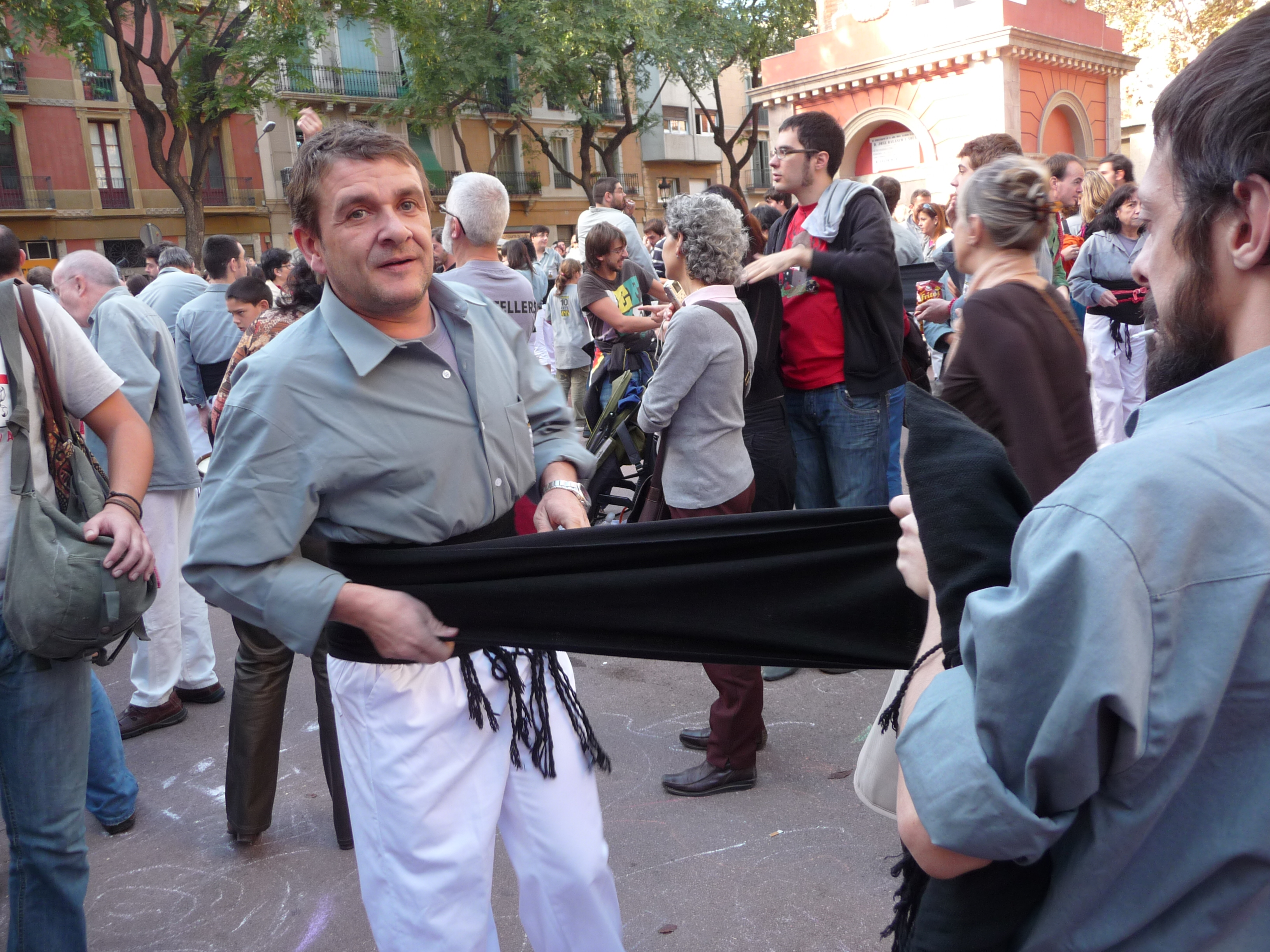
Casteller en train de mettre sa faixa

La faixa castellera est une sorte de ceinture rectangulaire, normalement noire, et de longueur et largeur variables. Le casteller l'enroule autour de son corps avec l'aide d'une autre personne. Sur la faixa on peut nouer un ou plusieurs mocadors castellers pour la décorer. Pour la garder après une représentation, on la plie ou on l'enroule sur elle-même, et souvent on l'attache avec un mocador casteller.
Au XIXe siècle, les paysans et les artisans l’utilisent pour se réchauffer et se protéger la zone lombaire pendant le travail de la terre[réf. souhaitée].
La faixa appartient au costume traditionnel des Pays catalans et on la retrouve dans d'autres manifestations culturelles populaires que les castells, dans lesquels elle a plusieurs fonctions. Elle sert notamment à aider les castellers à monter et descendre les uns sur les autres, ou à la protection de la zone lombaire. Elle est portée en fonction de la position du casteller dans le castell, selon les besoins de chacun. Elle n'a qu'une fonction esthétique pour l’acoixador, l’anxaneta (les deux enfants qui se hissent au plus haut du castell) et pour les musiciens, tandis que certains castellers de la partie plus basse des castells ont parfois aussi à l’intérieur une ceinture orthopédique en complément,,,,,.

### Chemise
Individuellement, les chemises étaient de couleur et de motifs libres jusqu'au XXe siècle.
Ceci jusqu'au jour où la Colla Vella dels Xiquets de Valls réalisa une grande performance lors de l'Exposition universelle à Barcelone en 1929. Ils portaient tous une chemise rouge des pantalons blancs et une faixa noire.
L'exploit réalisé, leur notoriété fit que leur tenue, en particulier le port d'une chemise unie et de même couleur, fut adoptée rapidement par les autres colles castelleres et ce malgré le vives marques de désaccord des plus anciens.
Aujourd'hui, la chemise est le symbole de chaque colla castellera : elle a la couleur de la colla et son écu brodé ou imprimé sur une poche à la poitrine. Au XXe siècle elle avait le nom de la colla écrit au dos. C'est une chemise à manches longues, retroussées en l'été. Les porteurs castellers mordent le col de la chemise pour qu'elle soit toujours à sa place. En hiver, on peut porter un pull en dessous,.
La chemise sert à protéger le thorax des castellers car elle absorbe la transpiration et évite des glissements et égratignures. Elle permet d'éviter le contact direct de la peau des pieds d'un casteller avec les épaules et dos de l'autre. En plus, elle est un bon endroit où s'agripper en cas de besoin.
On requiert des castellers une certaine formation et expérience pour pouvoir arborer la chemise. Quand une personne entre dans une colla castellera, elle porte un maillot aux couleurs de sa colla. Elle le portera pendant quelques mois pour que les autres sachent qu'elle est novice. Certaines colles leur font de plus porter une faixa de couleur différente, par exemple bleue ou blanche.

### Mocador casteller

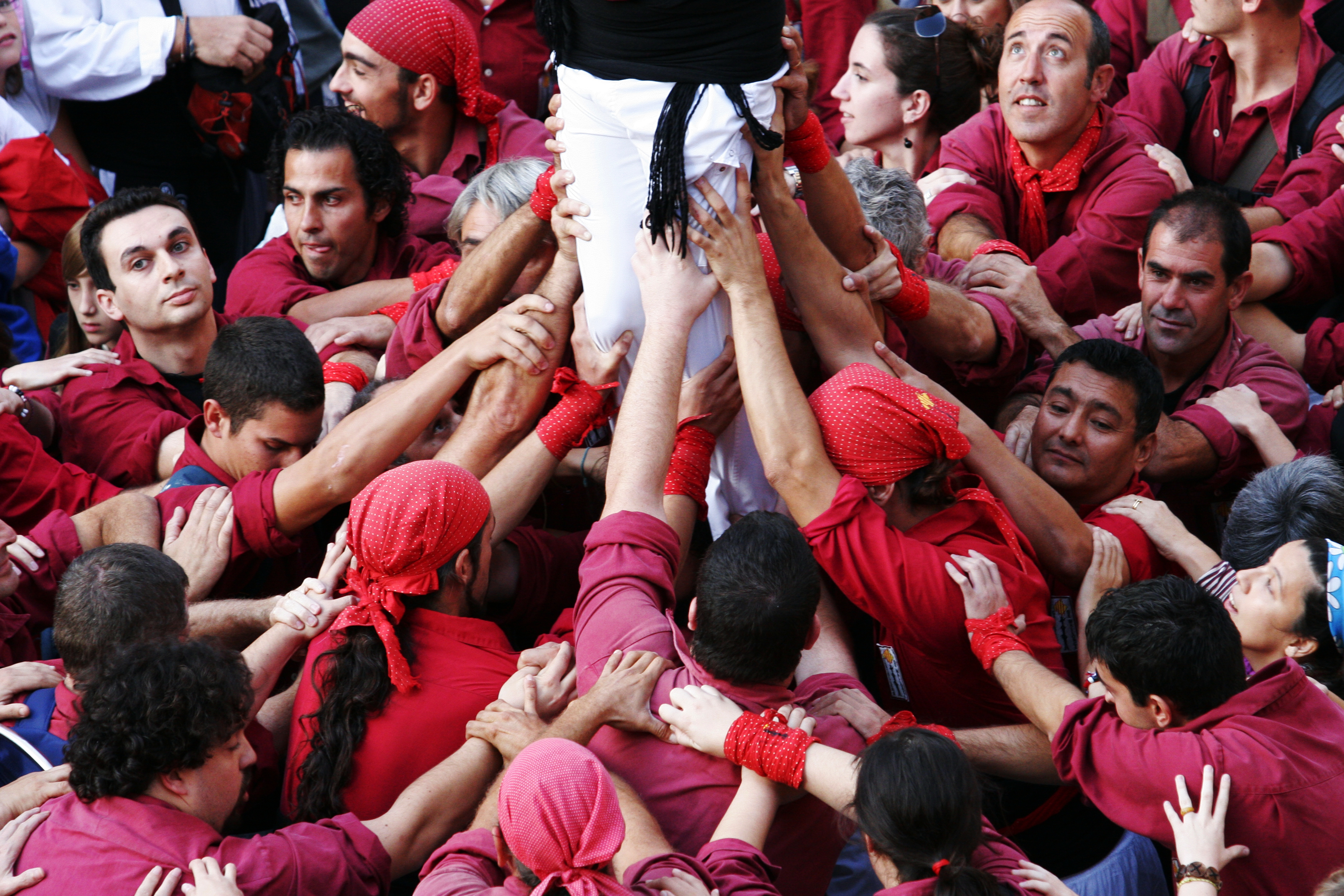
Mocador casteller autour du cou, à la tête et aux poignets

Le mocador casteller est un foulard carré en coton, normalement rouge à points blancs, qui est le symbole identificatif des castellers en général, de toutes les colles castelleres. Par exemple, les membres de l'Associació Cultural Tarragonina d'Amics Castellers (ACTAC), portent des faixes en noir et des mocadors castellers, sans aucune chemise en particulier. Son origine était le foulard que les danseurs du ball de Valencians portaient à la tête, pour absorber la transpiration du front, pour se protéger de la chaleur et pour éviter d'être gênés par les cheveux,,,,,.
Aujourd'hui il est porté à la tête ou ailleurs : en serre-tête par certaines femmes, aux poignets, sur les genoux (pour aider les enfants à monter), autour du cou ou autour de la taille ou du torse ou sur la faixa.
Le foulard peut porter une image brodée ou imprimée, par exemple l'écu de la colla castellera ou commémorative d'une fête ou journée. Seuls les castellers de Sant Feliu portent mocador casteller non rouge : il est noir mais garde les points blancs.

### Casque
Les enfants portent toujours un casque, tant lors des répétitions que des performances. Il est fabriqué en polystyrène, a un poids de 230 grammes et une taille de 24 cm x 21 cm x 18 cm. Les premiers casques étaient noirs et unis mais ont été peu à peu personnalisés : le nom de l'enfant, celui de sa colla castellera ou encore un dessin (qui peut être l'écu de la colla) peuvent figurer dessus. On voit aussi des casques rouges à pois blancs, qui imitent le mocador casteller porté sur la tête.[réf. nécessaire]

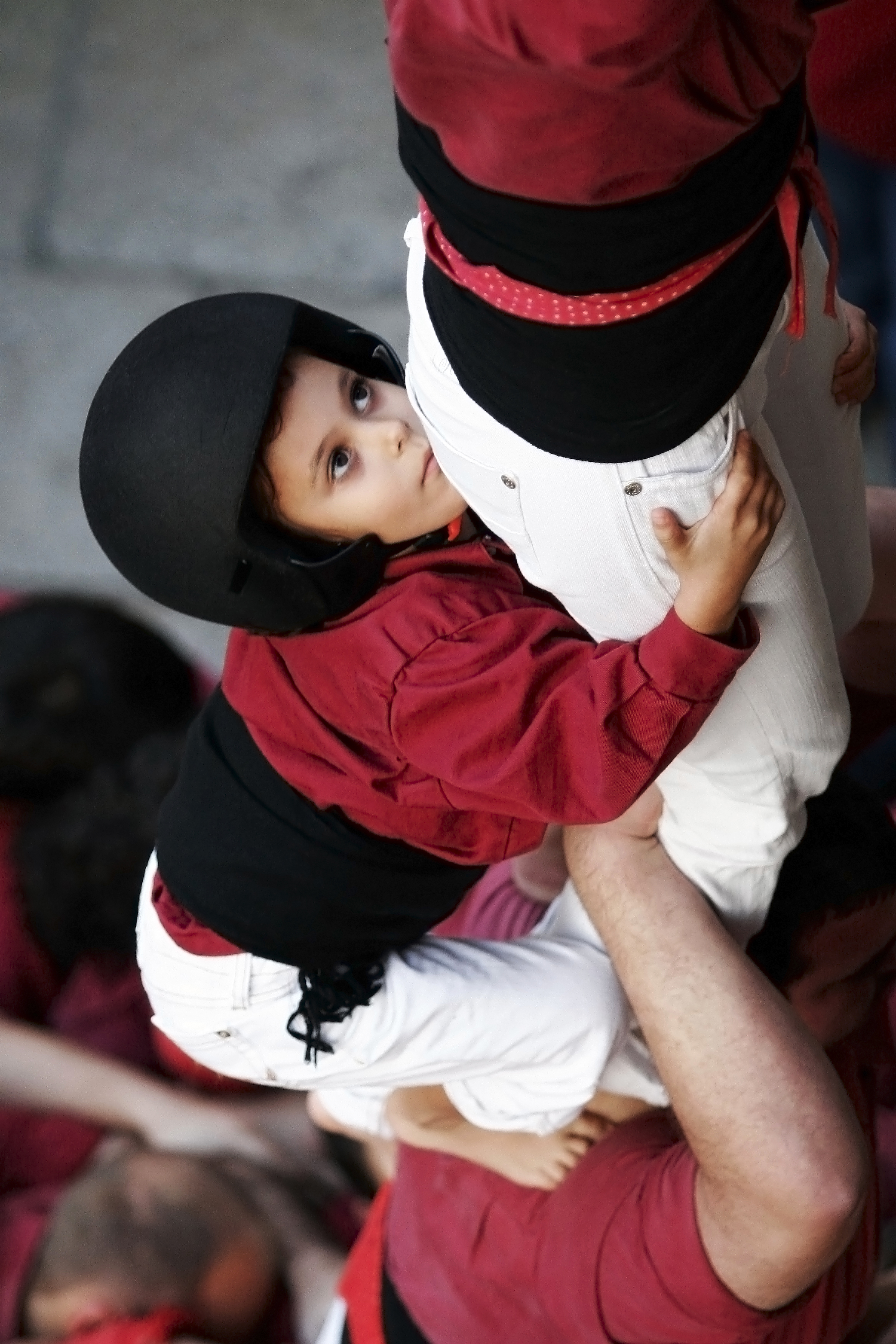
Un enfant casteller qui monte au castell avec son casque

Le casque est devenu obligatoire pour les mineurs à partir de 2006 après la mort d'une enfant de 12 ans.

## Lieux de pratique
Les castells sont originaires des Pays Catalans, principalement des comarques de Tarragone. On en trouve aujourd'hui également dans les  Pyrénées-Orientales, aux îles Baléares et, bien qu'il n'y ait pas des colles castelleres valenciennes, dans la région de Valence, en Espagne. En France, on en trouve uniquement dans les Pyrénées-Orientales, avec les Castellers del Riberal de Bao, les Angelets del Vallespir de Sant Joan Pla de Corts et Les Pallagos del Conflent de Prades ainsi que la colle casteller étudiante de l'Université de Perpignan Via Domitia les Mangoners. On peut assister à des démonstrations dans plusieurs villes comme Perpignan, Montpellier, Carcassonne, Foix, Narbonne, Collioure.[réf. nécessaire]

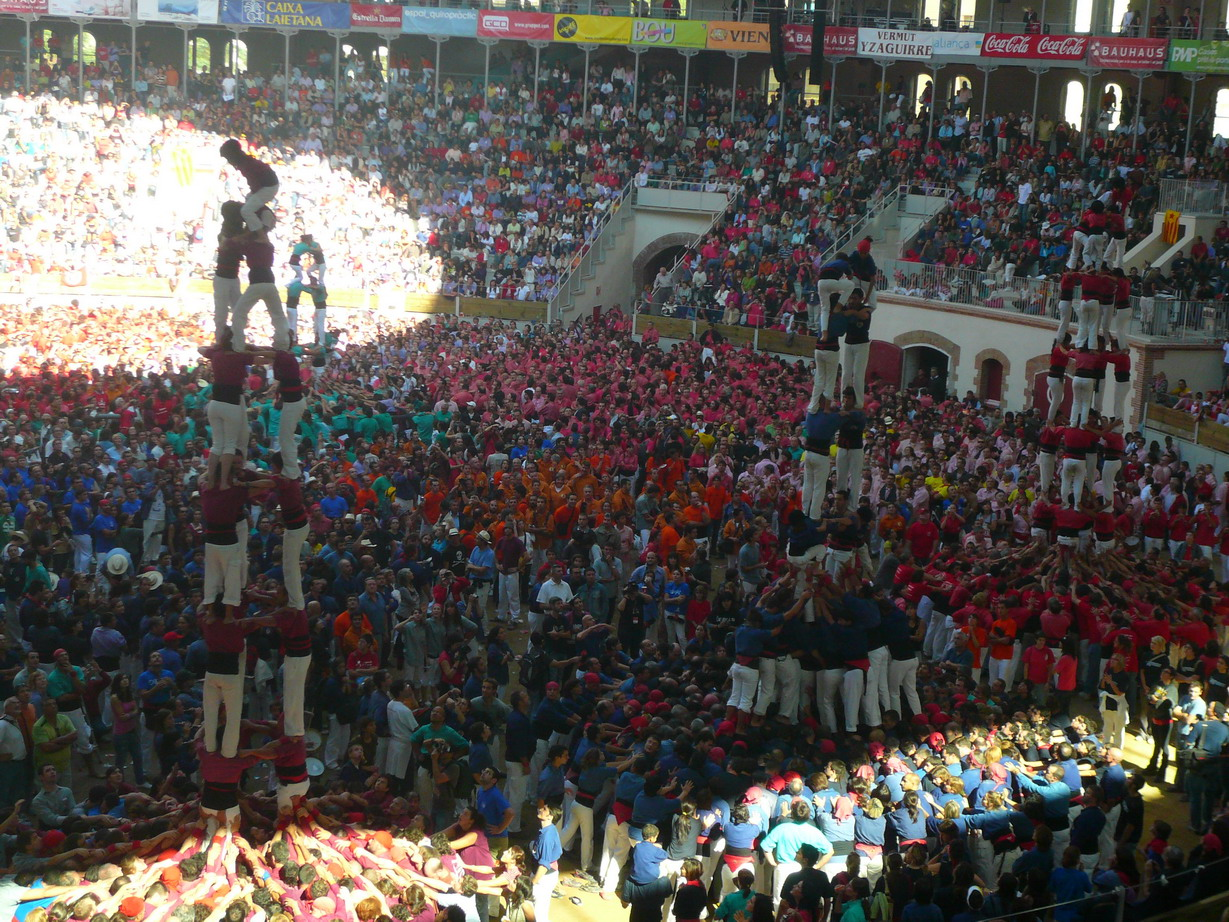
Castells à Tarragone en 2008

Des colles castelleres se sont exportées dans d'autres pays comme au Mexique, au Chili, en Argentine et au Canada, avec les Casteliers de Montréal. En outre, des Français, entre autres nationalités, font partie d'une colla castellera et participent, en Catalogne, aux festivités les plus importantes.
Les manifestations sont organisées lors de la plupart de fêtes patronales des villes (Festa Major), fêtes des quartiers et, plus généralement, de toutes sortes de fêtes populaires catalanes. Citons encore, à titre d'exemple, certaines fêtes universitaires comme la fête des étudiants de plusieurs écoles de l'université polytechnique de Catalogne (UPC).[réf. nécessaire]

## Musée Casteller de Catalogne
Le musée Casteller de Catalogne est musée de la ville de Valls, près de la ville de Tarragone. Il est abordé comme un espace de référence dans tout le monde casteller, pour y vivre ses expériences.
Voir la fiche complète de Món Casteller. Musée Casteller de Catalogne.
[vidéo] L'Expérience des Tours Humaines. Museu Casteller de Catalunya - Valls [archive] sur YouTube
[vidéo] Découvrez les collections photographiques du musée [archive] sur YouTube

## Validation

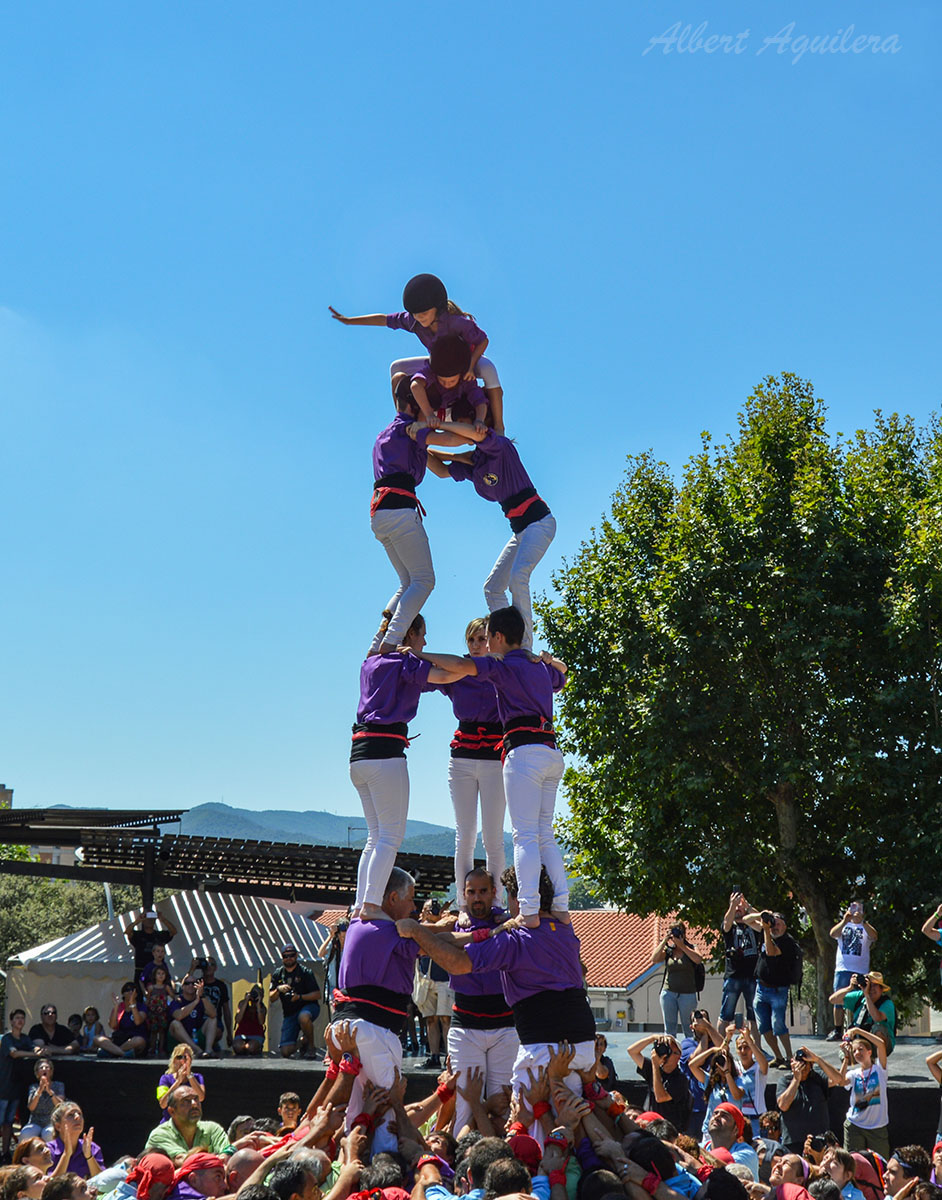
Validation d'une tour.

Différents types de tours humaines sont pratiqués. Pour valider une tour, l'enfant le moins lourd de l'ensemble ("l'anxaneta") doit terminer la démonstration en levant le bras une fois qu'il s'est hissé tout en haut de l'édifice (la tour se considère alors construite - "carregat"), puis tous les composants de la tour doivent descendre de façon ordonnée sans que la tour tombe (elle est alors considérée déconstruite - "descarregar"). Les deux étapes doivent être correctement réalisées pour que le "castell" soit valable.